# Deslizamientos de Storegga

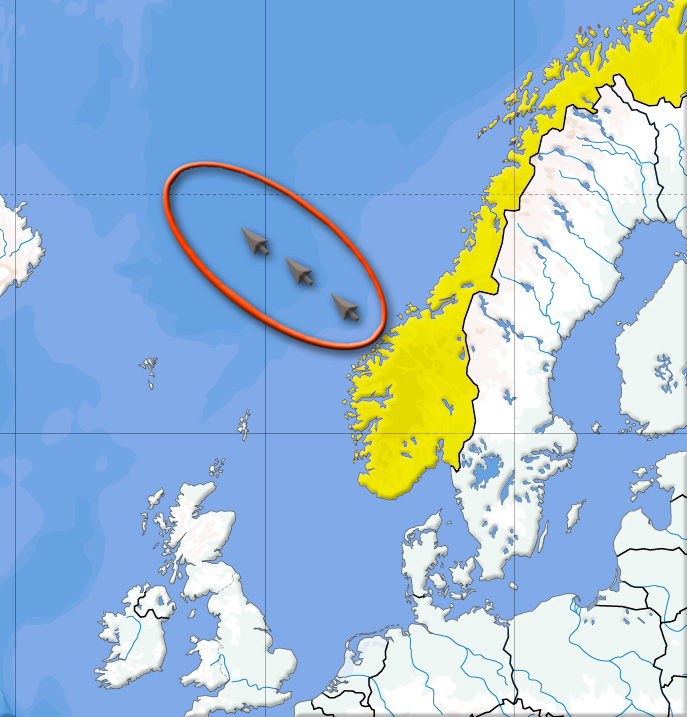
Mapa de los deslizamientos de Storegga.

Los tres deslizamientos de Storegga figuran entre los mayores deslizamientos conocidos. Se produjeron bajo el agua, en el borde de la plataforma continental noruega (Storegga significa en noruego «el gran borde»), en el mar de Noruega, 100 kilómetros al noroeste de la costa Møre, causando un gran tsunami en el océano Atlántico Norte. Este colapso afectó, según estimaciones, a unos 290 km de la plataforma costera, con un volumen total de 3.500 km³ de detritos. Este sería el volumen equivalente a un área del tamaño de Islandia cubierto con una profundidad de 34 m.
Según la datación por radiocarbono del material vegetal recuperado de sedimentos depositados por el tsunami, el último incidente ocurrió alrededor del 6100 a. C. En Escocia, se han registrado restos del tsunami posterior, gracias al descubrimiento de sedimentos depositados en la cuenca de Montrose y en el fiordo de Forth, hasta 80 km tierra adentro y 4 m por encima de los niveles actuales de la marea normal.
Como parte de las actividades preparatorias del yacimiento de gas natural de Ormen Lange, el incidente ha sido minuciosamente investigado. Una de las conclusiones resultantes de este estudio —hecho público en el año 2004— fue que el deslizamiento se ocasionó por el material acumulado durante la edad de hielo anterior, y que sólo sería posible que se repitiese después de una nueva edad de hielo. Anteriormente, se concluyó que el desarrollo del campo de gas Ormen Lange no aumentaría significativamente el riesgo de desencadenar un nuevo deslizamiento, que desencadenaría un gran tsunami que sería devastador para las zonas costeras en el mar del Norte y el mar de Noruega.

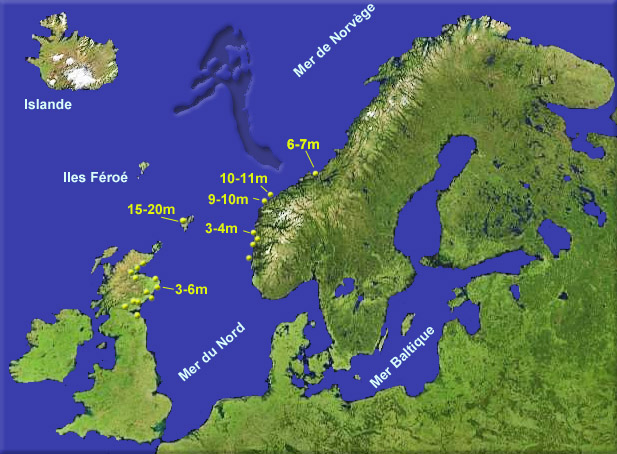
Los números amarillos indican la altura de la ola del tsunami según los sedimentos recientemente estudiados.

## Posible mecanismo
Terremotos, junto con gases (por ejemplo metano) liberados por la descomposición de los hidratos de gas, se consideran los mecanismos probablemente desencadenantes de los deslizamientos. Otra posibilidad es que los sedimentos se volvieron inestables y se derrumbaron, quizás bajo la influencia de un terremoto o de las corrientes oceánicas.

## Impacto en las poblaciones humanas
En el momento, o poco antes, del último deslizamiento de Storegga, existía un puente de tierra, conocido por los arqueólogos y geólogos como Doggerland, que unía Gran Bretaña, Dinamarca y los Países Bajos a través de lo que hoy es el sur del mar del Norte. Se cree que esta área poseía un litoral con lagunas, pantanos, marismas y playas, así como que era un territorio rico en caza, aves y pesca poblado por culturas humanas del Mesolítico. Aunque Doggerland fue sumergida físicamente a través de un aumento gradual en el nivel del mar, se ha sugerido que los litorales de Gran Bretaña y Europa continental —incluidas zonas ahora sumergidas— habrían sido inundados por un tsunami originado por el deslizamiento de Storegga. Este acontecimiento habría tenido un impacto catastrófico sobre la población mesolítica contemporánea y habría separado las culturas de Gran Bretaña y las del continente europeo.